# How Many Friends
Pistes de The Who by Numbers
Blue, Red and Grey In a Hand or a Face
How Many Friends est une chanson du groupe britannique The Who, parue à la neuvième piste de l'album The Who By Numbers, datant de 1975. 

## Caractéristiques
Cette chanson est un rock assez posé et calme. On retrouve les habitudes des enregistrements des Who de l'époque : mélange de guitares acoustiques et d'électriques, roulements frénétiques de batterie, ligne de basse virtuose. La chanson se déroule sur un schéma de couplet/refrain assez classique, jusqu'à un pont central où la mélodie change.
Les paroles, à l'instar de plusieurs autres chansons de l'album, sont très personnelles et ont pour objet les tourments de Pete Townshend à l'époque de l'écriture des textes. Ici, c'est une réflexion sur l'amitié et ses problèmes, prise d'un point de vue particulièrement désabusé. Le narrateur de cette chanson doute vraiment de la valeur de l'amitié qu'on lui porte. Cela est exprimé dans le refrain en particulier : How many friends have I really got? That love me, that want me, that'll take me as I am? (« Combien d'amis ai-je vraiment, qui m'aiment, qui me veulent, qui m'acceptent comme je suis ? »).
Keith Moon a dit que c'était sa chanson préférée de l'album, et qu'il a même pleuré lorsque Pete Townshend l'a jouée pour lui.